# Hichkas

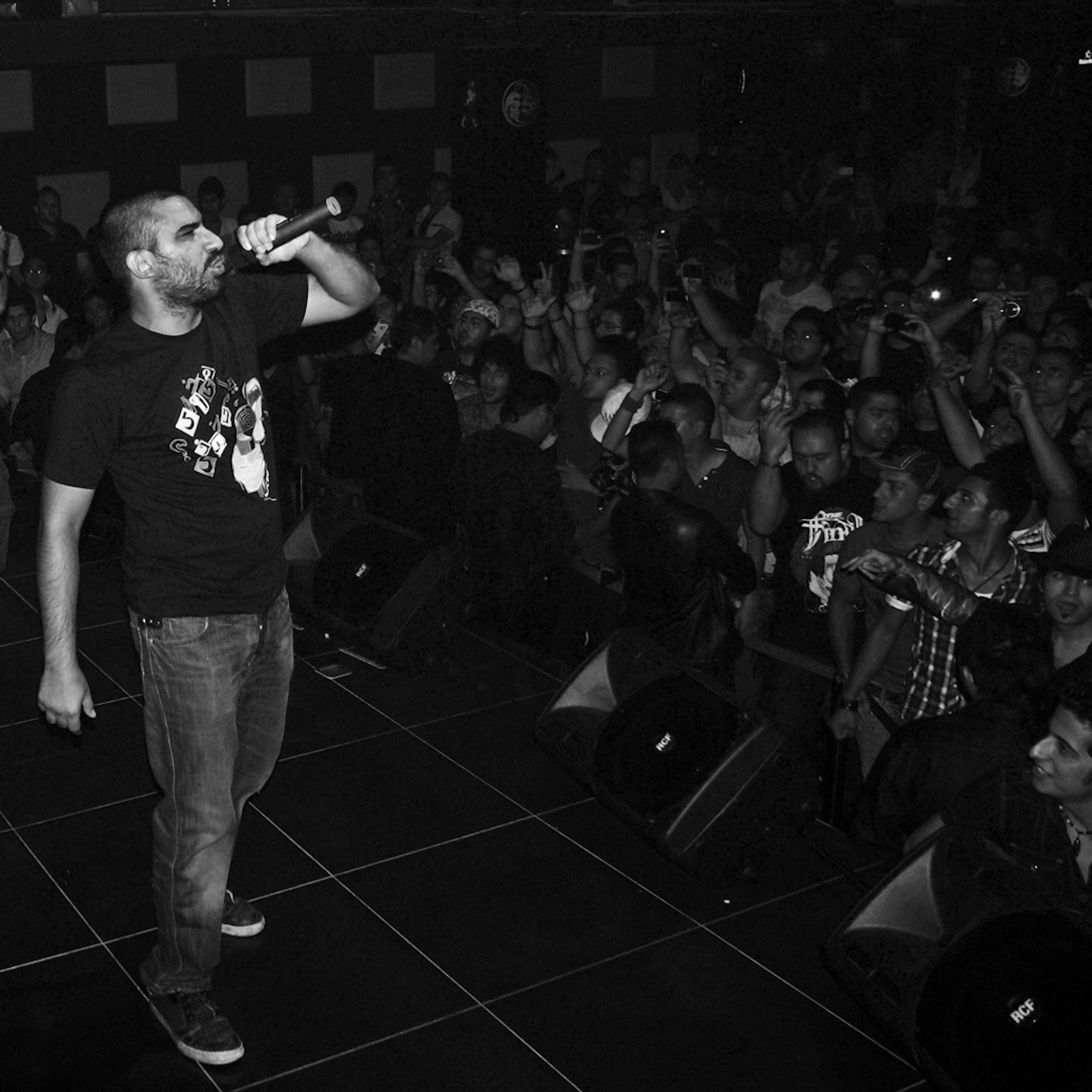
Hichkas (2011)

Soroush Lashkary (persisch سروش لشکری; * 10. Mai 1985 in Teheran; Pseudonym: Hichkas (persisch هیچکس, ‚Niemand‘)) ist ein iranischer Rapper. 2006 veröffentlichte er sein erstes Album Asphaltjungel.

## Leben und Karriere
Soroush Lashkary ist einer der Vorreiter des persischen Street-Rap.
Er war der Gründer der Gruppe „021“ (021 ist die Telefonvorwahl der Stadt Teheran), aus der viele bekannte iranische Rapper hervorgegangen sind.
Er lebte bis zu seinem zweiten Lebensjahr in Deutschland und hat fünf Geschwister. Seine Eltern kommen aus der iranischen Stadt Qazvin und sind nach Vanak (ein Stadtteil von Teheran) gezogen. Er hat Englisch studiert, wurde aber wegen seiner kulturellen Ansichten und wegen Geldprobleme exmatrikuliert.
Er begann englische Songs zu covern, war aber nicht erfolgreich und begann eigene, persische Texte zu schreiben, über die sozialen Probleme der jungen Generation in Iran.
Sein Name „Hichkas“ („Niemand“) hat er aus Demut gewählt, weil er für andere Leute niemand besonderes sein will.
2003 hat er seine eigene Gruppe „021“ mit dem Motto „Teheran forever“ gestartet und war dort bis 2007 aktiv.
Das Album Asphaltjungel (2006; persisch جنگل اسفالت) war das erste Album von „021“. Es war ein Freestyle-Rap-Album, das auf die sozialen Probleme fokussiert war.
Er versuchte, das Album im Iran offiziell zu veröffentlichen, was aber das Ministerium für Kultur und islamische Führung aufgrund der westlich und nicht Islam-orientierten Ausrichtung ablehnte. Seine Kunst wurde als vulgär bezeichnet. Daraufhin hat er es als Underground-Album im Internet zum Download freigegeben. Dies hatte eine gerichtliche Ermahnung zur Folge.
Trotz des Gerichtsbeschlusses hat er weiter Musik gemacht und das nächste Album mit „021“ Dolchtanz (2007; persisch رقص قمه) veröffentlicht.
Daraufhin wurde wegen Verbreitung unerlaubter Musik schuldig gesprochen. Dafür musste er 5.000.000 Toman (50.000.000 Iranische Rial) Kaution hinterlegen und durfte seine Musik nicht mehr verbreiten.
Direkt danach hat er die Single Ich will nicht ins Gefängnis gehen, warum stößt du mich (2008; persisch «من زندان نمی‌خوام برم، بگو چرا داری منو هل می‌دی؟») veröffentlicht.
Zwischenzeitlich war er auch als Schauspieler tätig, im Film Perserkatzen kennt doch keiner, der den Special Jury Prize in der Kategorie „Un Certain Regard“ bei den Internationalen Filmfestspielen von Cannes 2009 gewonnen hat.
In Deutschland wurde der Film bei 3sat am 15. Juni 2011 im Original mit deutschen Untertiteln ausgestrahlt.
Im Film singt er den Song Unterschied (persisch اختلاف).
Nach der Wahl 2009 in Iran musste er das Land aufgrund seiner Äußerungen zu diesem Thema verlassen und ging nach London.
In einem Interview mit Manoto TV ließ er verlauten, der Grund der Emigration sei gewesen, den persischen Rap zu entwickeln und zu verbessern und er werde zurückkehren, wenn seine Arbeit getan sei.
In einem Interview mit BBC Fārsī gibt er vor, sich nicht für Politik zu interessieren und stellt dar, dass die islamische Revolution eine gute Sache gewesen sei, aber von einer vorigen Generation, die sich nicht auf die aktuellen Bedürfnisse der jungen Generation einstellt.
Hichkas hatte auch zeitweilig eine eigene Internetseite erstellt, auf der junge Musiker ihre eigene Musik hochladen und die anderer Musiker bewerten konnten. Die Seite ist derzeit nicht mehr verfügbar.
2009 erschien das Album Pflicht (persisch انجام وظیفه).

## Diskografie

### Alben
- 2006: Jangale Asfalt (persisch جنگل اسفالت)
- 2020: Mojaz (persisch مجاز)

### EPs
- 2010: The Tour Of Duty (persisch انجام وظیفه)

### Singles (Auswahl)
- 2010: Anjām Vazife
- 2012: Chera Badi (mit Zedbazi)
- 2022: Inyekiam Vase
- 2024: Har Ye Rooz (mit Poobon)